# ورزشگاه بی‌سی پلیس
ورزشگاه بی‌سی پِلِیس (انگلیسی: BC Place) یک ورزشگاه چندمنظوره در ونکوور، کانادا است. این ورزشگاه که در سال ۱۹۸۳ تأسیس شده دارای ۵۴٬۵۰۰ نفر ظرفیت است.

## نگارخانه

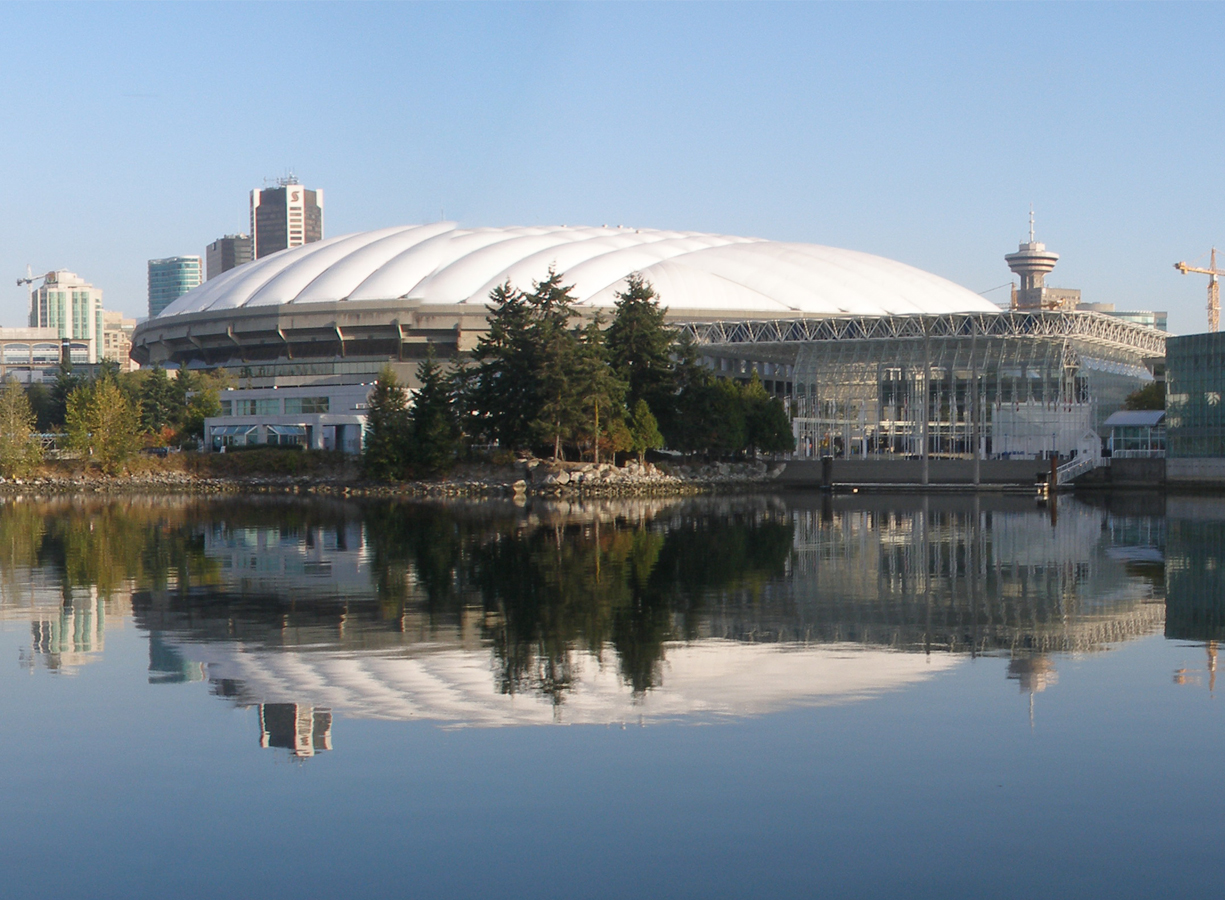
قبل از نوسازی - ۲۰۰۵
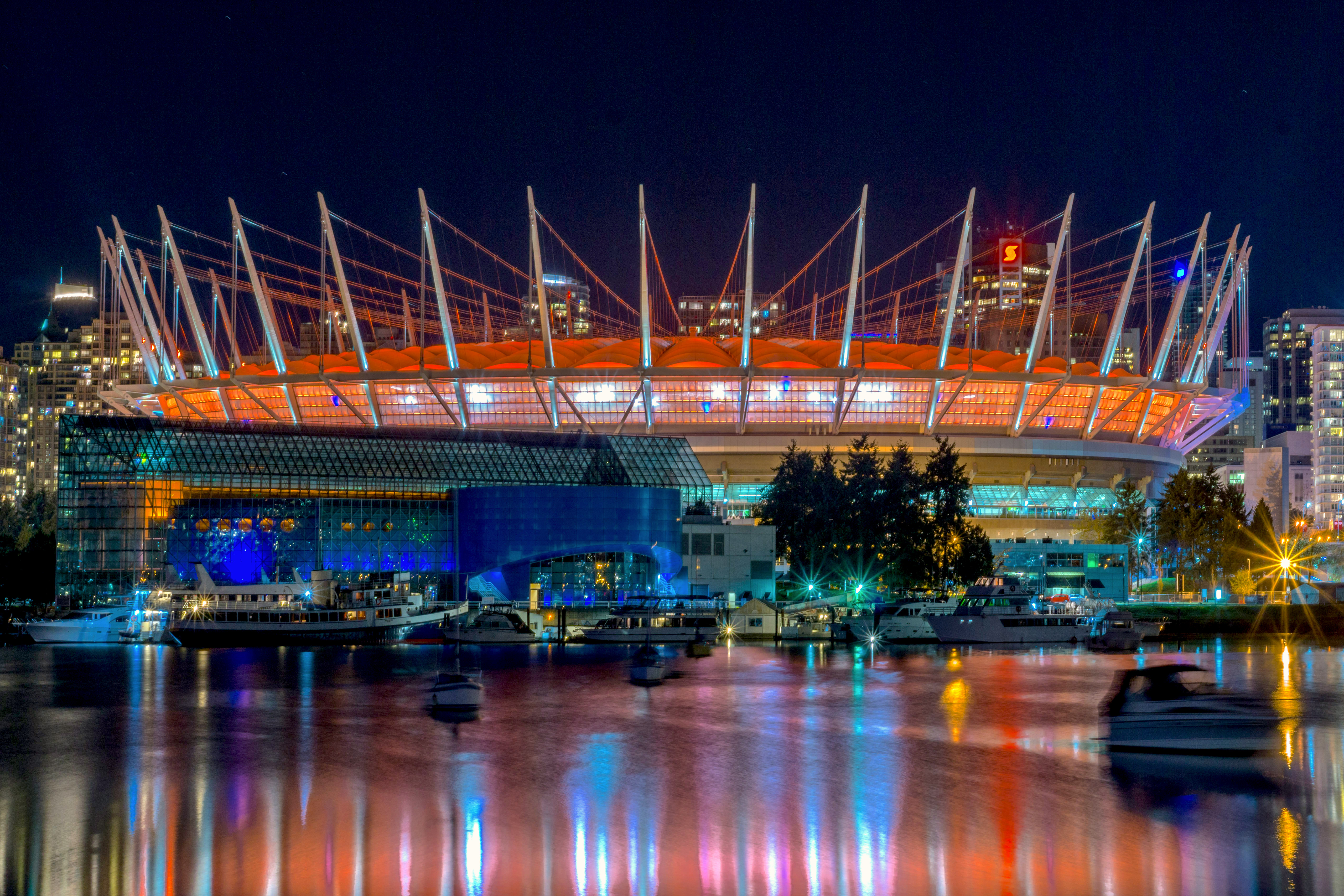
بعد از نوسازی - ۲۰۱۴
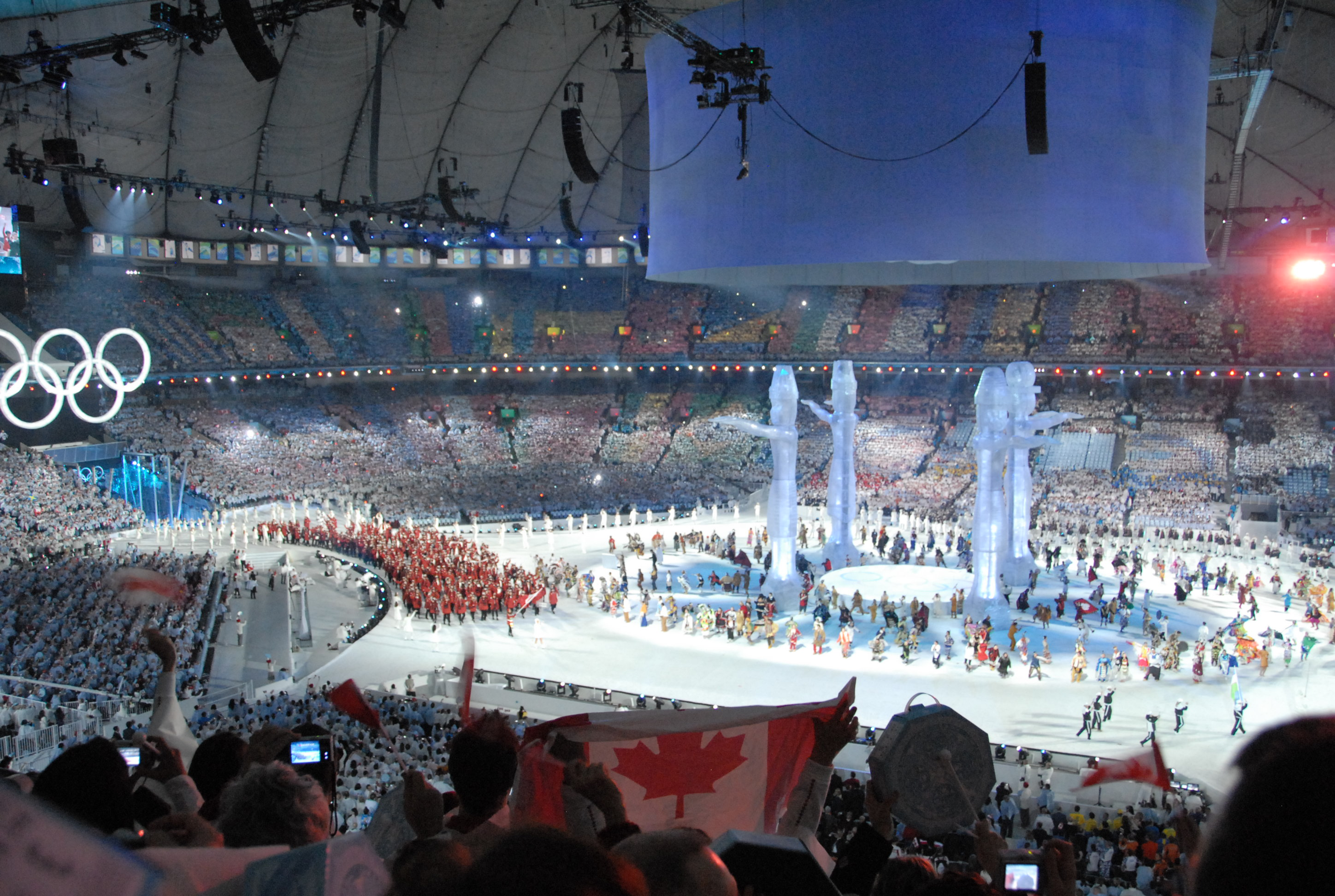
افتتاحیه بازی‌های المپیک زمستانی ۲۰۱۰